# Karl-Adolf Hollidt
Karl-Adolf Hollidt (25 de abril de 1891 - 22 de maio de 1985) foi um oficial alemão que serviu no Deutsches Heer durante a Segunda Guerra Mundial. Foi condecorado com a Cruz de Cavaleiro da Cruz de Ferro com Folhas de Carvalho.
Hollidt foi um criminoso de guerra da Wehrmacht. Foi detido na prisão de Landsberg.

## Condecorações
| Cruz de Ferro (1939) 2ª Classe                                   | 9 de setembro de 1914  |
| Cruz de Ferro (1939) 1ª Classe                                   | 18 de outubro de 1916  |
| Distintivo de Feridos (1914) em Preto                            |                        |
| Cruz de Honra da Guerra Mundial 1914/1918                        |                        |
| Cruz de Ferro (1939) 2ª Classe                                   | 30 de maio de 1940     |
| Cruz de Ferro (1939) 1ª Classe                                   | 7 de junho de 1940     |
| Medalha da Frente Oriental                                       |                        |
| Escudo da Crimeia                                                |                        |
| Ordem de Michael o Bravo, 3ª Classe                              | 19 de setembro de 1942 |
| Cruz de Cavaleiro da Cruz de Ferro                               | 8 de setembro de 1941  |
| Cruz de Cavaleiro da Cruz de Ferro com Folhas de Carvalho nº 239 | 17 de maio de 1943     |
| Mencionado na Wehrmachtbericht                                   | 4 de agosto de 1943    |